# Isabella Tovaglieri
Isabella Tovaglieri, née le 25 juin 1987 à Busto Arsizio (province de Varèse), est une femme politique italienne, élue eurodéputé en mai 2019.